# 西脇市
西脇市（日语：／ Nishiwaki shi */?）是位于日本兵庫縣中部的城市，以18世紀發展出的播州織而聞名。東經135度線和北緯35度線在市內交會，就經緯度而言相當是位於整個日本列島的中心位置，被稱為「日本的肚臍」。

## 人口
| 西脇市人口分布圖 |                                               |  |
| 西脇市與日本全國年齡別人口分布比較圖 （2005年資料） | 西脇市的年齡、男女別人口分布圖 （2005年資料） |  |
| ■紫色是西脇市 ■綠色是全国 | ■藍色是男性 ■紅色是女性                       |  |
| 西脇市人口變化 \| 1970年 \| 45,964人 \| \| \| 1975年 \| 46,182人 \| \| \| 1980年 \| 46,380人 \| \| \| 1985年 \| 46,889人 \| \| \| 1990年 \| 46,220人 \| \| \| 1995年 \| 46,339人 \| \| \| 2000年 \| 45,718人 \| \| \| 2005年 \| 43,953人 \| \| \| 2010年 \| 42,802人 \| \| \| 2015年 \| 40,866人 \| \| \| 2020年 \| 38,673人 \| \| |                                               |  |
| 資料來源：日本總務省統計中心提供之人口普查數據 |                                               |  |
| 1970年 | 45,964人                                      |  |
| 1975年 | 46,182人                                      |  |
| 1980年 | 46,380人                                      |  |
| 1985年 | 46,889人                                      |  |
| 1990年 | 46,220人                                      |  |
| 1995年 | 46,339人                                      |  |
| 2000年 | 45,718人                                      |  |
| 2005年 | 43,953人                                      |  |
| 2010年 | 42,802人                                      |  |
| 2015年 | 40,866人                                      |  |
| 2020年 | 38,673人                                      |  |

## 歷史
在江戶時代初期大部分區域屬於姬路藩，另有部分區域為幕府直轄的天領；但到幕府末期則成為天領及多個藩的飛地混雜。
18世紀（江戶時代）本地的工匠到京都研究了西陣織的工藝後，回鄉推廣農家利用農閒之時生產棉織品，發展出了播州織的產業。
1889年日本實施町村制後，設立了津萬村，隸屬多可郡；1917年改制並改名為西脇町。1952年，西脇町與日野村、重春村、比延村合併為西脇市；兩年後加西郡芳田村也被併入西脇市。
平成大合併期間，2005年再與黑田町合併為重新設立的西脇市。

### 變遷表
| 1889年4月1日 | 1889年-1926年        | 1926年-1944年        | 1944年-1954年            | 1954年-1989年       | 1989年-現在          | 現在                 |
| ------------ | -------------------- | -------------------- | ------------------------ | ------------------- | -------------------- | -------------------- |
| 日野村       | 日野村               | 日野村               | 1952年4月1日 西脇市      | 西脇市              | 2005年10月1日 西脇市 | 2005年10月1日 西脇市 |
| 重春村       |                      |                      | 1952年4月1日 西脇市      | 西脇市              | 2005年10月1日 西脇市 | 2005年10月1日 西脇市 |
| 津萬村       | 1917年11月1日 西脇町 | 1917年11月1日 西脇町 | 1952年4月1日 西脇市      | 西脇市              | 2005年10月1日 西脇市 | 2005年10月1日 西脇市 |
| 比延村       |                      |                      | 1952年4月1日 西脇市      | 西脇市              | 2005年10月1日 西脇市 | 2005年10月1日 西脇市 |
| 芳田村       | 芳田村               | 芳田村               | 1954年3月29日 併入西脇市 | 西脇市              | 2005年10月1日 西脇市 | 2005年10月1日 西脇市 |
| 黑田村       | 黑田村               | 黑田村               | 黑田村                   | 1960年1月1日 黑田町 | 2005年10月1日 西脇市 | 2005年10月1日 西脇市 |

## 交通

### 鐵路
- 西日本旅客鐵道（JR西日本）
  - 加古川線：（←加東市） - 西脇市車站 - 新西脇車站 - 比延車站 - 日本肚臍公園車站 - 黑田車站 - 本黑田車站 - 船町口車站 - （丹波市）

現在離市中心最近的車站是西脇市車站，但距離市中心還有一段距離，該車站原本名為「野村車站」，並且是加古川線與JR鍛冶屋線的換乘車站，可轉往位於市區中心的「西脇車站」，但1990年鍛冶屋線停止營運，使得市中心無鐵路車站通過，因此「野村車站」更名為現在使用的「西脇市車站」。

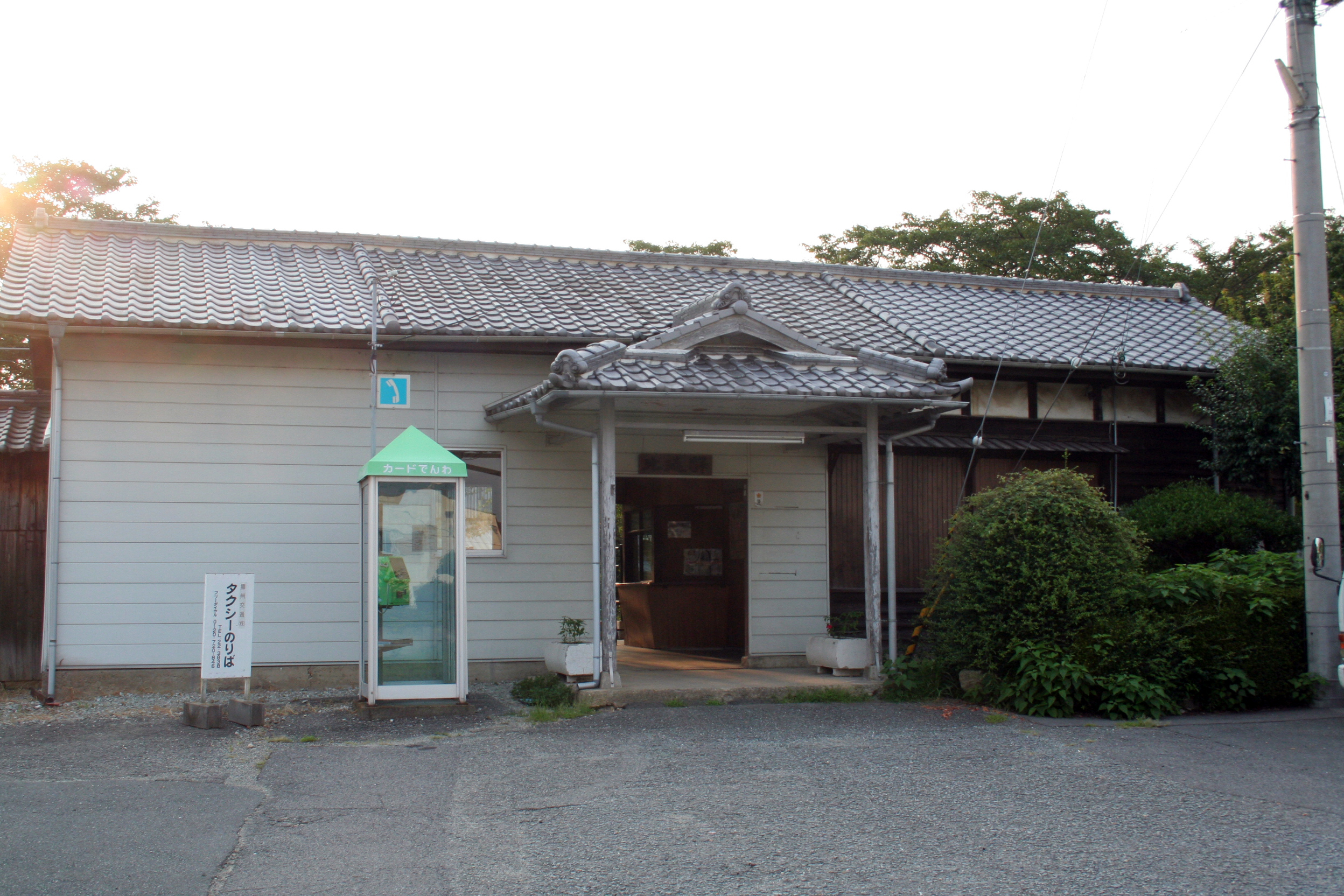
比延車站
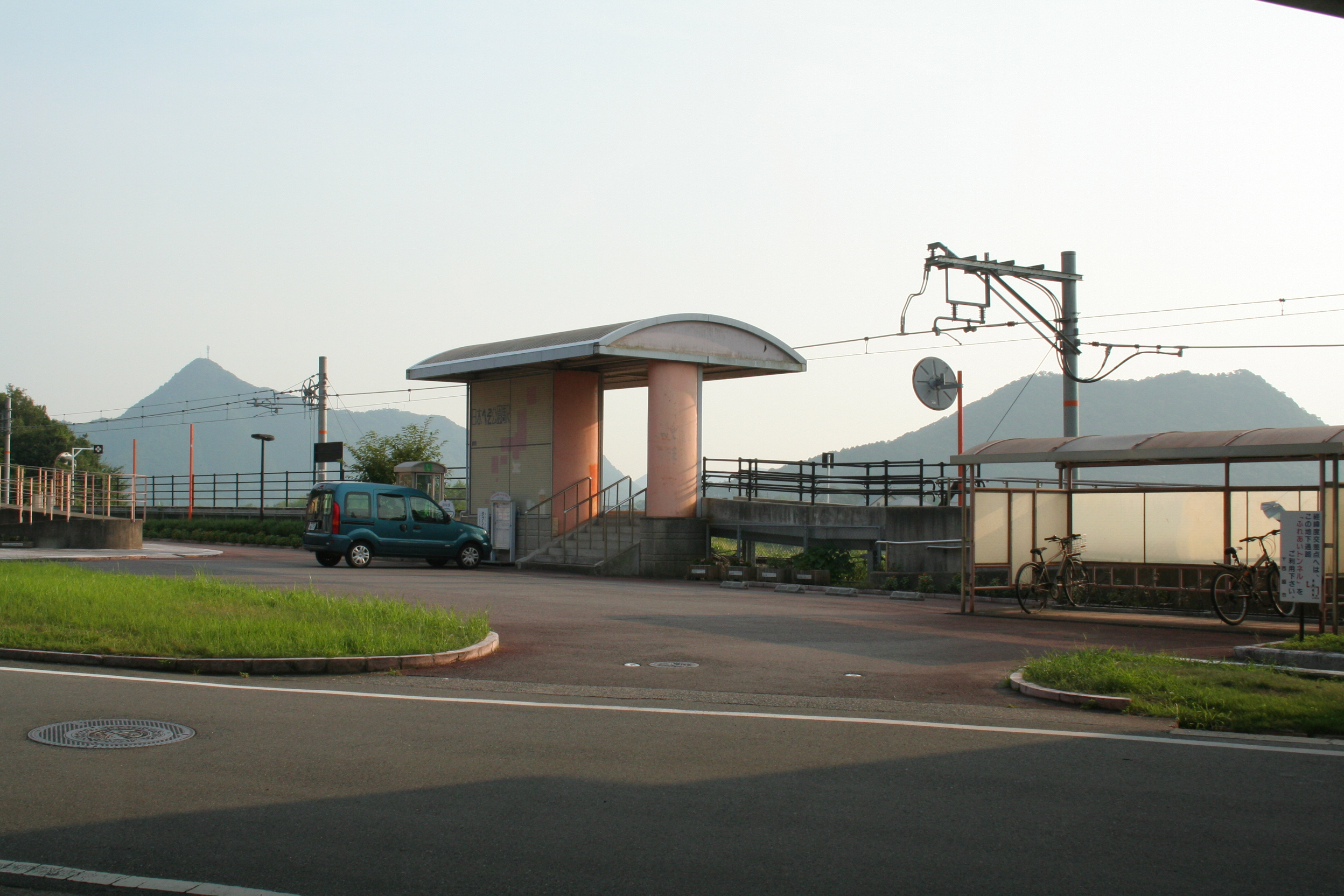
日本肚臍公園車站

### 公路
是區內無高速公路通過，距離最近的交流道是位於加東市的中國自動車道瀧野社交流道、加西市的加西交流道及位於丹波篠山市的舞鶴若狹自動車道丹南篠山口交流道。
一般國道
- 國道175號（日语：国道175号）、國道427號（日语：国道427号）

## 觀光資源

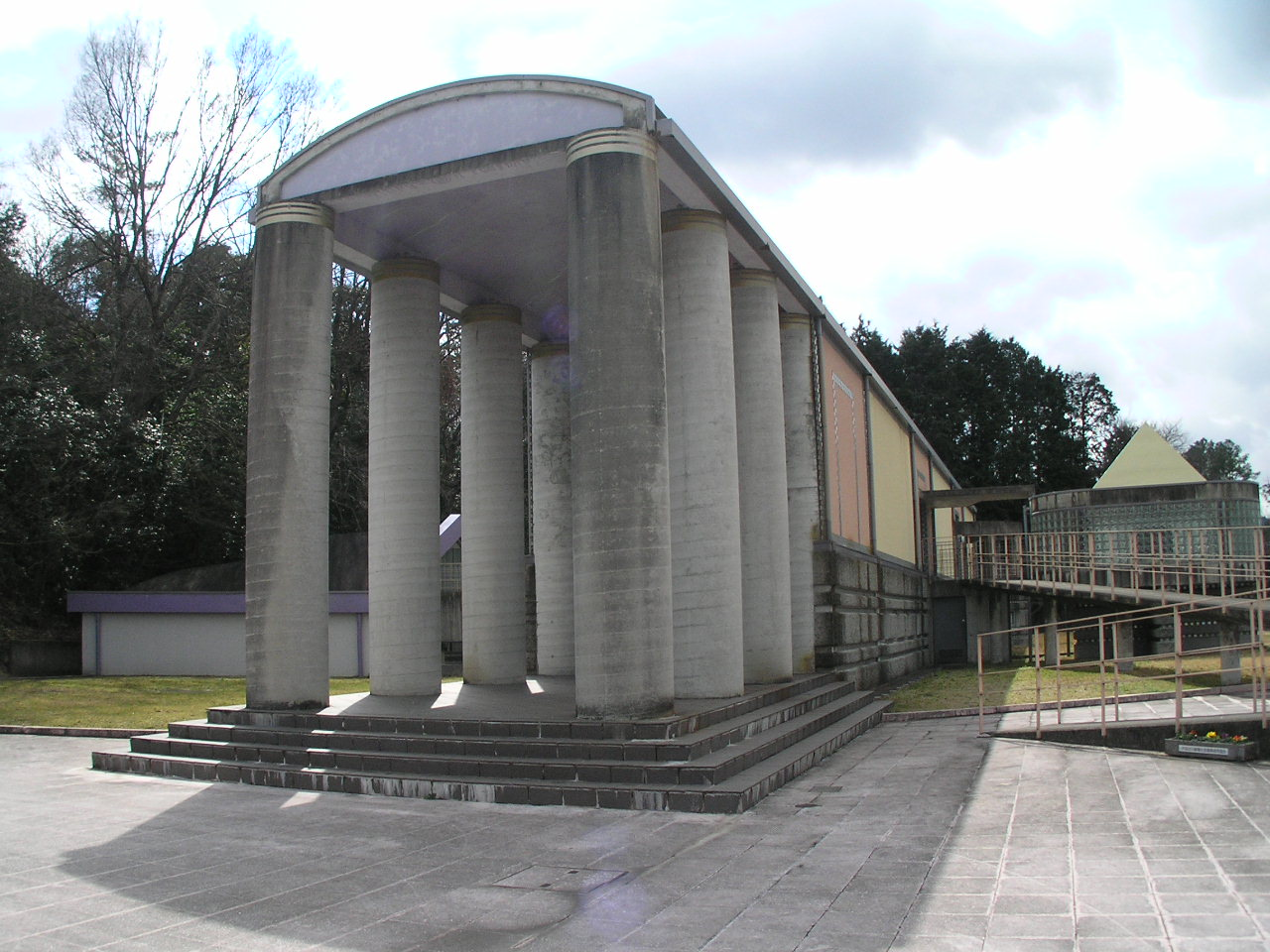
西脇市岡之山美術館

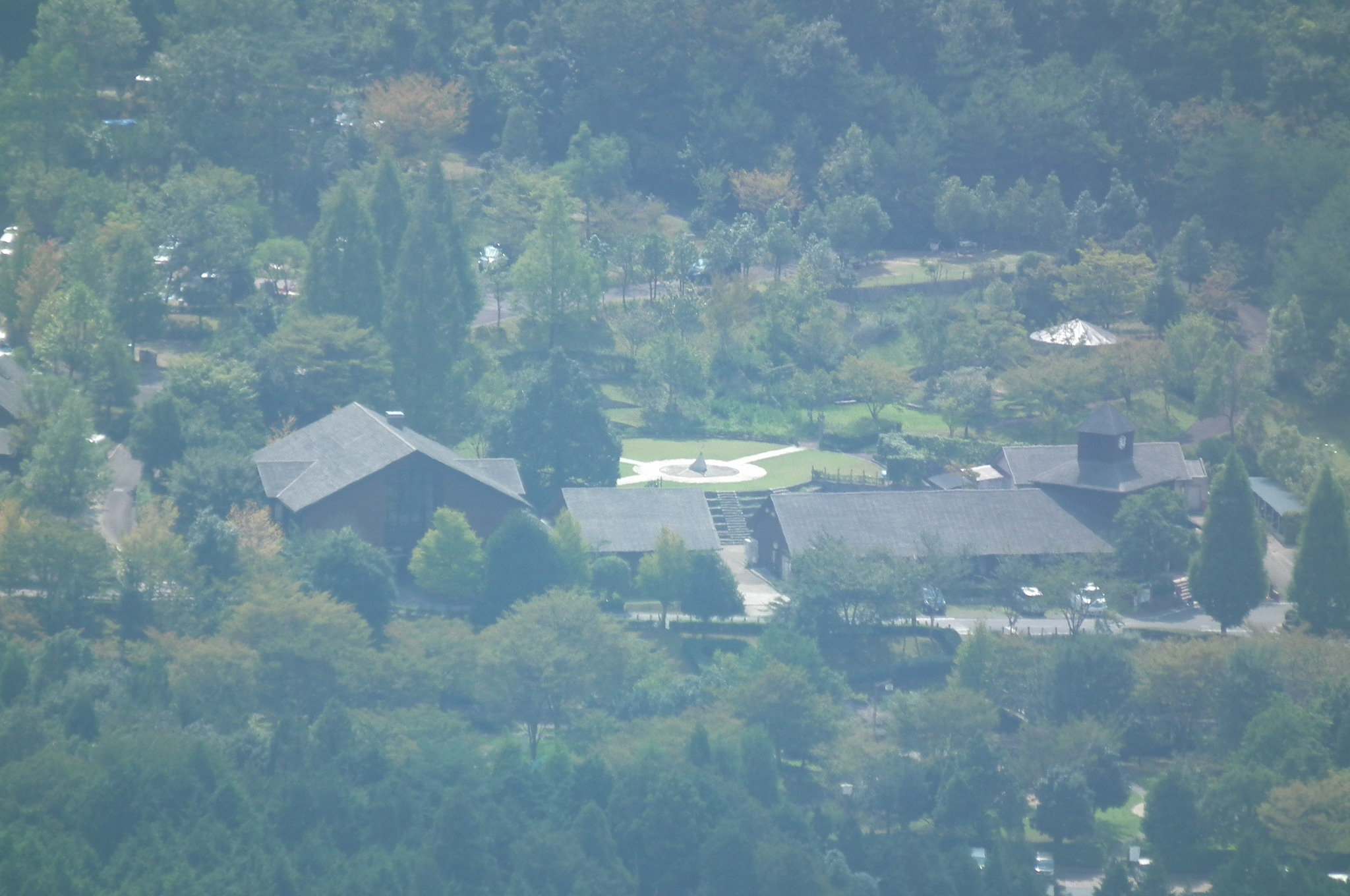
西脇市日本肚臍日晷之丘公園室外露營場

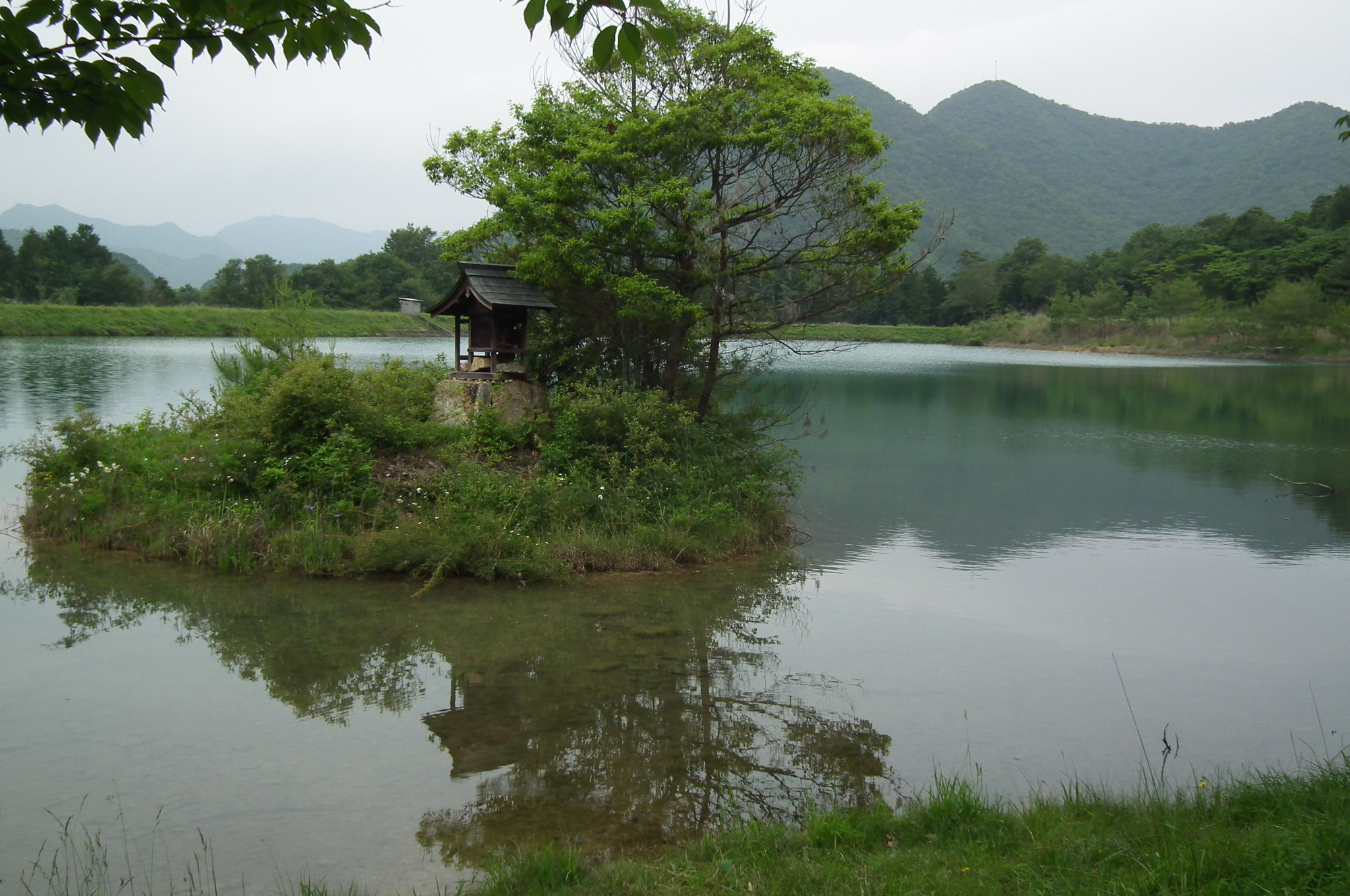
福谷公園

- 日本肚臍公園（日语：日本へそ公園）
  - 西脇經緯度地球科學館（日语：にしわき経緯度地球科学館）
  - 西脇市岡之山美術館（日语：西脇市岡之山美術館）
- 童子山公園（日语：童子山公園）
- 舊來住家住宅（日语：旧来住家住宅）
- 播州織工房館（日语：播州織工房館）
- 兵庫縣立西脇馬事公苑（日语：兵庫県立西脇馬事公苑）
- 福谷公園（日语：福谷公園）
- 西林寺（日语：西林寺 (西脇市)）

## 姊妹、友好城市

### 日本
- 富良野市（北海道）:於1978年10月20日締結為友好都市。

全國肚臍協議會
- 富良野市（北海道） - 北海道的肚臍
- 本宮市（福島縣） - 福島的肚臍
- 佐野市（栃木縣） - 日本列島的中心
- 澀川市（群馬縣） - 日本的中間
- 吉備中央町（岡山縣） - 岡山的中間
- 山都町（熊本縣） - 九州的肚臍
- 宜野座村（沖繩縣） - 沖繩本島的中心

### 海外
- 伦顿（美國华盛顿州金郡）：於1969年7月11日締結為姊妹城市。

## 本地出身之名人
- 横尾忠則：美術家、裝幀設計者、第一位名譽市民。
- 十倉好紀：物理學家
- 鈴木啓示：棒球選手
- 森脇浩司：棒球選手
- 小倉誠司：音樂人

## 外部連結
- （日語） 西脇市觀光協會 （页面存档备份，存于）
- （日語） 西脇市政府的Facebook專頁